# Elaeagnus matsunoana
Elaeagnus matsunoana — вид квіткових рослин з родини маслинкових (Elaeagnaceae). Поширення: Японія (Хонсю).